# Direttiva del Consiglio della comunità economica europea 89/552/CEE del 3 ottobre 1989
La direttiva del Consiglio della comunità economica europea 89/552/CEE del 3 ottobre 1989 è una direttiva CEE emanata al fine di indirizzare la politica televisiva dei singoli Stati della comunità.
Conosciuta in Italia come televisione senza frontiere, venne ivi recepita principalmente con la legge Mammì, anche se secondo alcuni commentatori autorevoli i principi della direttiva sono stati accolti solo in modo parziale, e in seguito con altre leggi.

## Storia
Uno dei primi atti della Comunità Europea fu la convenzione europea sulla televisione transfrontaliera, firmata a Salisburgo il 5 maggio 1989, che stabiliva alcuni principi fondamentali cui dovessero attenersi i partecipanti.
Dopo l'emanazione della direttiva del 1989, nel dicembre 2005 il Parlamento europeo presentò una proposta di revisione. Nell'ottobre del 2006, il governo italiano ha presentato un disegno di legge, spinto anche dai rilievi comunitari in merito alla legge Gasparri. 
Il Parlamento europeo ha approvato il testo della nuova proposta di direttiva nel maggio 2007 

## Evoluzione e modifiche

### Le direttiva omonima del 1997
Il 23 giugno 1997, è stata emanata dal  Parlamento europeo e dal Consiglio una nuova direttiva, anch'essa denominata  "Televisione senza frontiere". I punti principali di tale revisione riguardano:
- Principio di giurisdizione: lo Stato membro competente per le reti televisive viene determinato in funzione del luogo in cui si trova la sede sociale effettiva e del luogo in cui vengono prese le decisioni attinenti alla programmazione.
- Avvenimenti di fondamentale importanza per la società (in particolare, manifestazioni sportive): Ogni Stato membro può stabilire un elenco di avvenimenti che devono essere trasmessi in chiaro, anche se sono stati acquistati diritti di esclusiva da reti di televisione a pagamento  per garantire al pubblico di accedere liberamente alla ritrasmissione di eventi giudicati di fondamentale importanza per la società.
- Protezione dei minori: la nuova direttiva sottolinea soprattutto l'importanza della protezione dei minori. Viene segnatamente indicato che gli Stati membri devono controllare che i programmi che possono nuocere allo sviluppo dei minori, trasmessi in chiaro, siano preceduti da un idoneo segnale acustico o contrassegnati tramite un simbolo visibile.

Quarta relazione sull'applicazione della direttiva TSF

### Consultazione pubblica del 2003
La consultazione pubblica, avviata con la relazione precitata, riguardava un certo numero di temi tra i quali la promozione della diversità culturale e della competitività dell'industria europea dei programmi audiovisivi, le regole relative alla pubblicità e la protezione dei minori e dell'ordine pubblico.

### Comunicazione sul futuro della politica europea
Il 15 dicembre 2003 la Commissione ha pubblicato le conclusioni delle consultazioni pubbliche in una comunicazione intitolata " Il futuro della politica europea in materia di regolamentazione audiovisiva "

### Risoluzione del Parlamento Europeo del 22 aprile 2004
Il Parlamento europeo, ha valutato che i legislatori nazionali, in particolare in Italia, avevano  stabilito normative in contrasto con i principi informatori della direttiva "Europa senza frontiere" e il 22 aprile 2004 ha emanato la risoluzione n. 65  che esprime la forte preoccupazione che in Europa non vengano garantite le naturali esigenze di un pluralismo informativo.
Formula l'auspicio che «il “sistema di assegnazione delle frequenze”, previsto dal progetto di legge Gasparri, non costituisca una mera legittimazione della situazione di fatto e che non si ponga in contrasto in particolare con la direttiva 2002/21/CE, con l'articolo 7 della direttiva 2002/20/CE3 e con la direttiva 2002/77/CE4, le quali prevedono, fra l'altro, che l'attribuzione delle frequenze radio per i servizi di comunicazione elettronica si debba fondare su criteri obiettivi, trasparenti, non discriminatori e proporzionati».

### Le nuove proposte di revisione
Le nuove proposte di revisione hanno suscitato, soprattutto in Gran Bretagna molte polemiche. 
Il Commissario Viviane Reding ha proposto di estendere il concetto di emittente previsto dalla direttiva Televisione senza frontiere anche a servizi che offrono video on demand e videoclip sul cellulare.
Altro elemento critico ed estremamente delicato della proposta di modifica della Direttiva è quello del ‘product placement’ che arriverebbe anche sulle Tv europee. Il product placement è l'inserimento, in modo più o meno occulto, di pubblicità anche nei programmi televisivi (ma nella proposta di Direttiva non in tutti), quali fiction, show o serie tv. È questa una pratica  già ampiamente sfruttata nel cinema (soprattutto americano) e nella Tv statunitense.
La scelta di un rigido divieto è vista con favore dalle agenzie pubblicitarie, ed anche dalla FIEG, che si basano sulle inserzioni delle  grandi e medie imprese, che in tal modo realizzano il loro monopolio nel settore, mentre è osteggiata dalle piccole televisioni locali che vedono in questo modo la possibilità di una raccolta pubblicitaria  appunto livello locale.
In Italia il product placement è stato regolamentato nel 2010, ma le aziende radiotelevisive che ne fanno uso devono specificare all'inizio e alla fine dei programmi la presenza di pubblicità.

## I contenuti
È la stessa sintesi ufficiale  da parte del Consiglio a qualificare la direttiva "Televisione senza frontiere" (direttiva TSF) come la pietra angolare della politica audiovisiva dell'Unione europea. Due sono i principi fondamentali: 
- la libera circolazione dei programmi televisivi europei nell'ambito del mercato interno
- l'obbligo, per le reti televisive, di riservare, più della metà del tempo di trasmissione ad opere europee ("quote di diffusione").

La direttiva TSF ha anche l'obiettivo di tutelare la diversità culturale, la protezione dei minori e il diritto di rettifica.
Nel dicembre 2005 la Commissione ha presentato una proposta di revisione della direttiva TSF.

## Sintesi

### Titolo
Direttiva 89/552/CEE del Consiglio, del 3 ottobre 1989, relativa al coordinamento di determinate disposizioni legislative, regolamentari e amministrative degli Stati membri concernenti l'esercizio delle attività televisive.

### Passi dalla direttiva 89/552/CEE
La direttiva mira a garantire la libera circolazione dei servizi di telediffusione nell'ambito del mercato interno, tutelando nel contempo alcuni obiettivi importanti di interesse pubblico, come la diversità culturale, il diritto di rettifica, la tutela dei consumatori e la protezione dei minori.
Si prefigge inoltre di promuovere la distribuzione e la produzione dei programmi televisivi europei riservando loro una quota maggioritaria nel quadro dei programmi delle varie reti televisive.
Principio generale
La direttiva stabilisce il principio, secondo il quale gli Stati membri assicurano la libertà di ricevimento e non ostacolano la ritrasmissione sul loro territorio di programmi provenienti da altri Stati membri.
Quote di diffusione e di produzione
Per incoraggiare la distribuzione e la produzione dei programmi televisivi europei, gli Stati membri devono controllare, ogni volta che ciò è possibile, che gli organismi di telediffusione riservino ad opere europee una quota maggioritaria del loro tempo di trasmissione, escluso il tempo riservato alle informazioni, alle manifestazioni sportive, ai giochi, alla pubblicità o ai servizi di televideo e alle televendite 
Protezione dei minori
Sono vietati i programmi a carattere pornografico o di estrema violenza. Tale divieto si applica a qualsiasi programma passibile di nuocere ai minori, tranne nel caso in cui la trasmissione rientri in un'opportuna fascia oraria o sia oggetto di misure tecniche di protezione.
Diritto di rettifica
Deve essere concesso il diritto di rettifica.